# Neusser Stadtwald
Der Neusser Stadtwald ist ein Waldgebiet inmitten des Stadtgebietes von Neuss. Er befindet sich zum größten Teil im Stadionviertel und umfasst eine Fläche von 23,6 ha.

## Geographische Lage
Der Neusser Stadtwald ist etwa 2,1 km lang und hat eine Fläche von 23,6 ha. Er ist seit 1971 als Landschaftsschutzgebiet ausgewiesen und erstreckt sich über die Stadtteile Stadionviertel, Morgensternsheide und Neusser Furth. Der Nordkanal verläuft durch den gesamten Stadtwald. Im Wald gibt es mehrere Seen und Teiche, darunter die Erholungsanlage Jröne Meerke.
Im Stadtwald befinden sich außerdem das in den Jahren 1911–1914 errichtete Wasserwerk Broichhof und die Bezirkssportanlage des Polizeisportvereins.

## Flora und Fauna

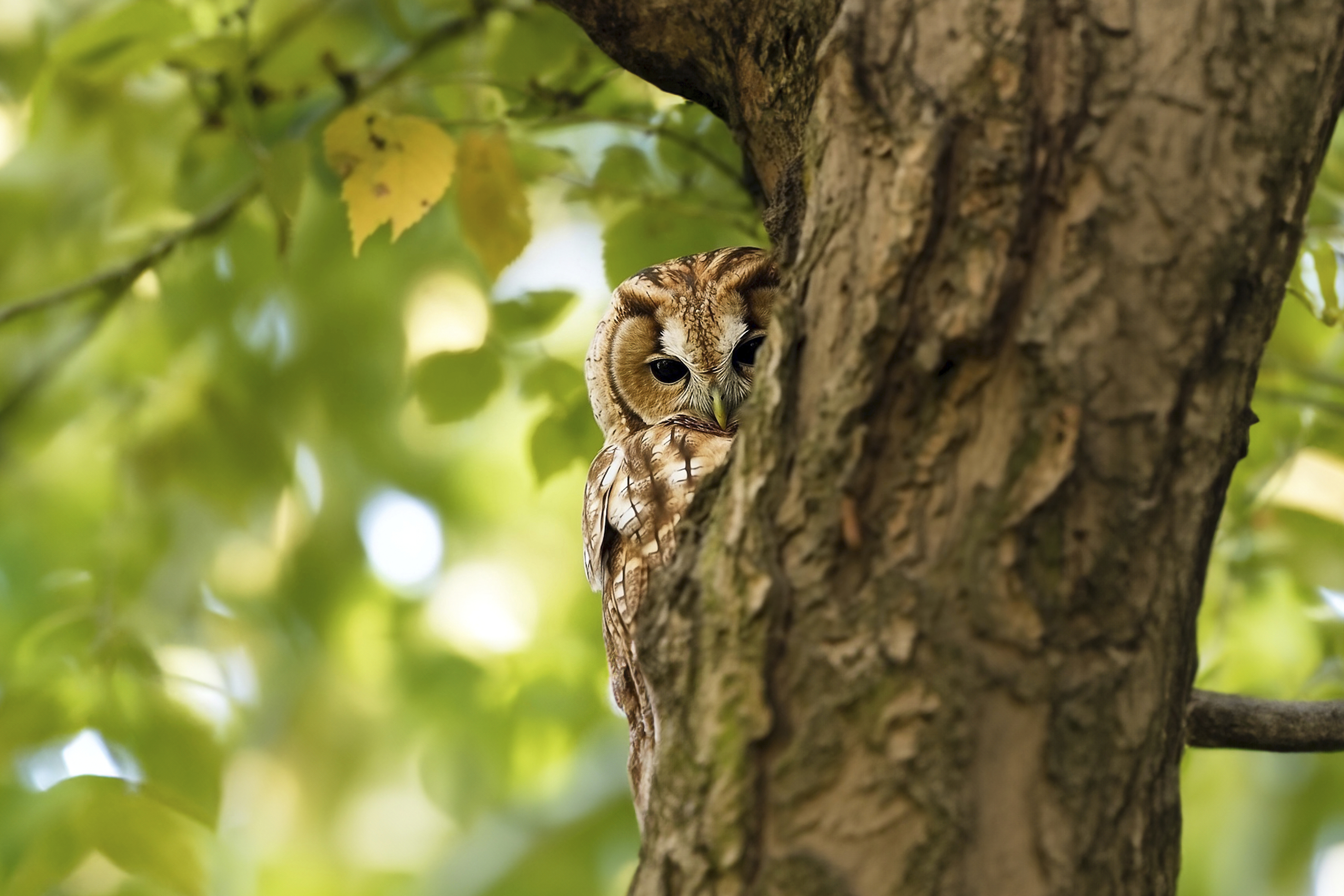
Waldkauz im Neusser Stadtwald

Es handelt sich um einen Laubmischwald mit einer vielfältigen Baumartenzusammensetzung, in dem 28 Arten gezählt werden. Die wichtigsten Baumarten des Auwaldes sind die Erlen, Eschen und Ulmen, wobei die etwa 90-jährigen Eschen den ältesten Bestand darstellen. Darüber hinaus gibt es Vorkommen von Rot- und Sumpfeichen, Eiben, Douglaskiefern sowie Rosskastanien und Robinien. Im Jahr 2007 fanden im Rahmen des 1989 über eine Laufzeit von 20 Jahren beschlossenen Forstwirtschaftsplans Neupflanzungen von Ahorn-Bäumen, da der Orkan Kyrill sichtbare Schäden verursachte. Der Wald verfügt zudem über eine stark ausgeprägte Krautschicht, die sich größtenteils aus Buschwindröschen, Scharbockskraut, Sternmieren, Wiesen-Schaumkraut, Wald-Erdbeeren und dem Bittersüßen Nachtschatten zusammensetzt.
Der Stadtwald ist das Brutgebiet vieler Vögel wie Turmfalken, Waldkäuze, Fasane, Waldschnepfen, Elstern sowie verschiedene Arten von Spechten und Meisen. Ferner bietet der Wald einen Lebensraum für Blindschleichen, Grasfrösche und Kreuzkröten. Am Jröne Meerke leben etwa 80 Gänse. Des Weiteren hat sich am Jröne Meerke eine bedeutsame Erdkrötenpopulation entwickelt. Um die Amphibien zu schützen, wurden in Zusammenarbeit mit dem Bund für Umwelt und Naturschutz und dem NRW Straßenbau „umfangreiche Amphibienleitsysteme mit Rinnen, Tunneln, Leitsteinen und Laichgewässern“ angelegt. Im Rahmen der im Jahr 2010 durchgeführten systematischen Erfassung planungsrelevanter Tierarten wurden acht Fledermausarten – darunter der Kleine Abendsegler, die Braunflügel- und Wasserfledermaus – erfasst.